# Leschenaultia inermis
Leschenaultia inermis är en tvåvingeart som först beskrevs av Jacques-Marie-Frangile Bigot 1887.  Leschenaultia inermis ingår i släktet Leschenaultia och familjen parasitflugor. Inga underarter finns listade i Catalogue of Life.